# Pérez Zeledón Airport
Pérez Zeledón Airport är en flygplats i Costa Rica.   Den ligger i provinsen San José, i den södra delen av landet, 80 km sydost om huvudstaden San José. Pérez Zeledón Airport ligger 740 meter över havet.
Terrängen runt Pérez Zeledón Airport är huvudsakligen kuperad, men den allra närmaste omgivningen är platt. Runt Pérez Zeledón Airport är det ganska tätbefolkat, med 72 invånare per kvadratkilometer. Närmaste större samhälle är San Isidro, 2,7 km norr om Pérez Zeledón Airport. Omgivningarna runt Pérez Zeledón Airport är en mosaik av jordbruksmark och naturlig växtlighet.